# Oswin Appollis
Oswin Appollis (Ciudad del Cabo, Sudáfrica, 25 de agosto de 2001) es un futbolista de Sudáfrica que juega en la posición de extremo con el Polokwane City FC de la Premier Soccer League.

## Carrera

### Club
| Periodo   | Club                                 |
| --------- | ------------------------------------ |
| 2019-2022 | SuperSport United                    |
| 2021      | → University of Pretoria FC (cedido) |
| 2022–2023 | Pretoria Callies                     |
| 2023–     | Polokwane City FC                    |

### Selección nacional
A nivel de selecciones menores participó en la Copa Mundial de Fútbol Sub-20 de 2019 donde jugó los tres partidos de la fase de grupos. Debutó con Sudáfrica el 21 de noviembre de 2023 en la derrota por 0-2 ante Ruanda en Butare por la clasificación de CAF para la Copa Mundial de Fútbol de 2026, y sus dos primeros goles con selección nacional los anotó en la victoria por 3-2 sobre Sudán del Sur en Juba por la clasificación para la Copa Africana de Naciones de 2025.